# Austroclimaciella habutsuella
Austroclimaciella habutsuella is een insect uit de familie van de Mantispidae, die tot de orde netvleugeligen (Neuroptera) behoort. 
Austroclimaciella habutsuella is voor het eerst wetenschappelijk beschreven door Okamoto in 1910.